# Limnodriloides stercoreus
Limnodriloides stercoreus är en ringmaskart som beskrevs av Erséus 1990. Limnodriloides stercoreus ingår i släktet Limnodriloides och familjen glattmaskar. Inga underarter finns listade i Catalogue of Life.